# إطعام الجموع

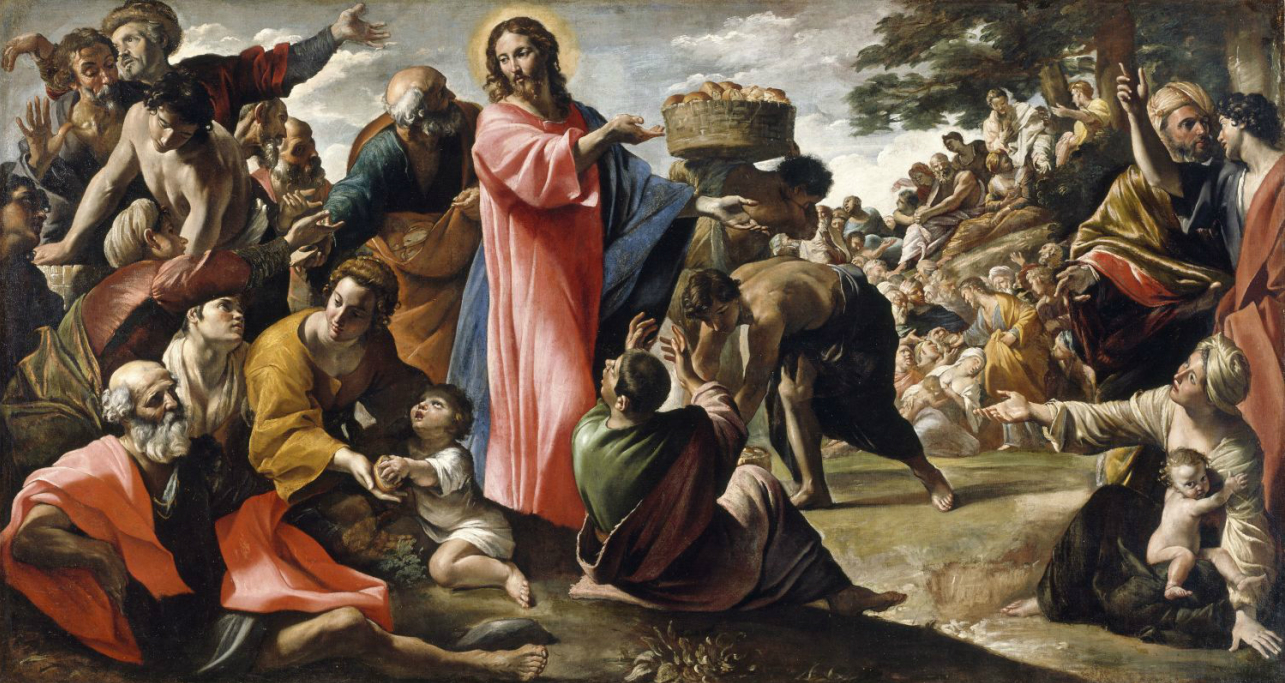
لوحة لجيوفاني لانفرانكو تصوّر معجزة الخبز والسمك.

إطعام الجموع أو (بالإنجليزية: Feeding the multitude) أو معجزة الخبز والسمك (بالإنجليزية: Miracle of bread and fish)؛ ويُشار إليها أيضًا باسم معجزة تكثير الخبز والسمك؛ مصطلح يستخدم للإشارة إلى معجزتين منفصلتين ليسوع وردتا في الإنجيل ضمن العهد الجديد من الكتاب المقدس. والمعجزة الأولى المعروفة باسم معجزة الخبز والسمك الأولى، حدث جرى على يد المسيح بإطعام خمسة آلاف شخص من الناس في منطقة الطابغة على الشاطئ الشمالي الغربي من بحيرة طبرية شمالي فلسطين، من خلال تكثير خمسة أرغفة من خبز الشعير وسمكتين، وقد ورد ذكر المعجزة الأولى في الأناجيل الأربعة (متى ضمن الأصحاح الرابع عشر: 13-21؛ مرقس ضمن الإصحاح السادس: 31-44؛ لوقا ضمن الإصحاح التاسع: 12-17؛ يوحنا ضمن الإصحاح السادس: 1-14). أمّا المعجزة الثانية التي حدثت عند الجبل قرب بحيرة طبرية والتي جرى بواسطتها إطعام أربعة آلاف شخص بتكثير سبعة أرغفة من خبز الشعير وبعض الأسماك الصغيرة، فقد اقتصر ذكرها عند (متى ضمن الإصحاح الخامس عشر: 32-39؛ مرقس ضمن الإصحاح الثامن: 1-9) وعُرِفت باسم معجزة الأرغفة السبعة والأسماك؛ ولم يَرِد لها أي ذكر عند لوقا أو يوحنا.

## المعجزة

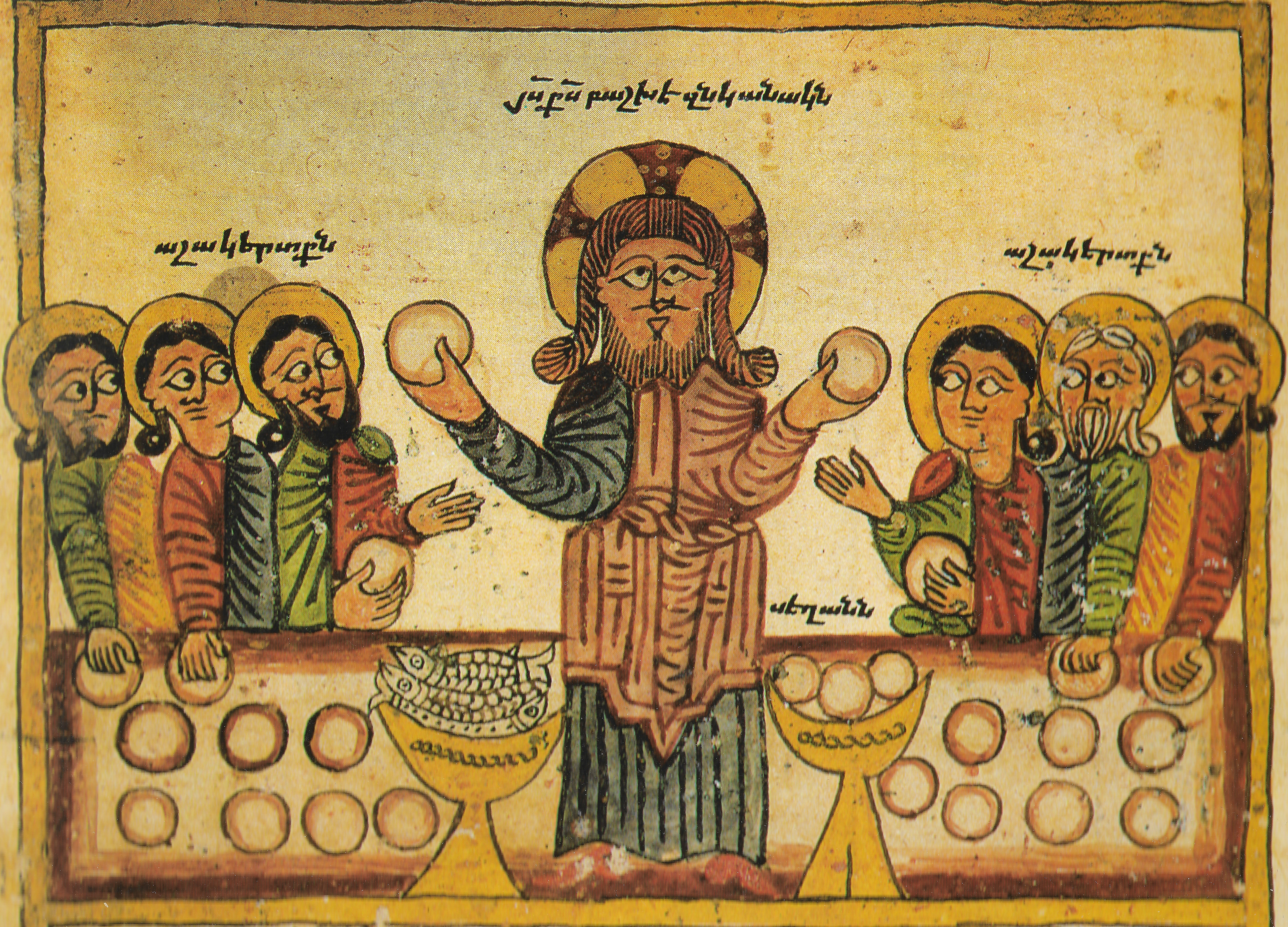
إطعام الجموع، منمنمة أرمنية من إنجيل دانيل من يورانس، 1433.

### الأولى
حدثت عند الفِصح، بعد أن عبر المسيح وتلاميذه إلى الشاطئ الشمالي من بحيرة طبرية، حيث أراد النزول في مكان قفرٍ طلبًا للسكينة والعزلة بعد سماعه بمقتل يوحنا المعمدان، وإذا بجمع من الناس يتبعونه إلى حيث نزل، وحين جاء المساء نصح تلاميذه أن يفرّقوا الناس - وهم جوعى - باتجاه القرى المجاورة ليبحثوا هناك عن مأكل ومشرب، فرفض المسيح تلك الفكرة بقوله: «لا يمضوا فأنتم الذين ستطعمونهم» فقالوا له ليس لدينا سوى خمسة أرغفة من الخبز وسمكتين فقال:
| إطعام الجموع | «ائْتُوني بِهَا إِلَى هُنَا». * فَأَمَرَ الْجُمُوعَ أَنْ يَتَّكِئُوا عَلَى الْعُشْبِ. ثُمَّ أَخَذَ الأَرْغِفَةَ الْخَمْسَةَ وَالسَّمَكَتَيْنِ، وَرَفَعَ نَظَرَهُ نَحْوَ السَّمَاءِ وَبَارَكَ وَكَسَّرَ وَأَعْطَى الأَرْغِفَةَ لِلتَّلاَمِيذِ، وَالتَّلاَمِيذُ لِلْجُمُوعِ. * فَأَكَلَ الْجَمِيعُ وَشَبِعُوا. ثُمَّ رَفَعُوا مَا فَضَلَ مِنَ الْكِسَرِ اثْنَتَيْ عَشْرَةَ قُفَّةً مَمْلُوءةً. * وَالآ كِلُونَ كَانُوا نَحْوَ خَمْسَةِ آلاَفِ رَجُل، مَا عَدَا النِّسَاءَ وَالأَوْلاَدَ. -- 18-21 من الإصحاح الرابع عشر / إنجيل متى | إطعام الجموع |

### الثانية

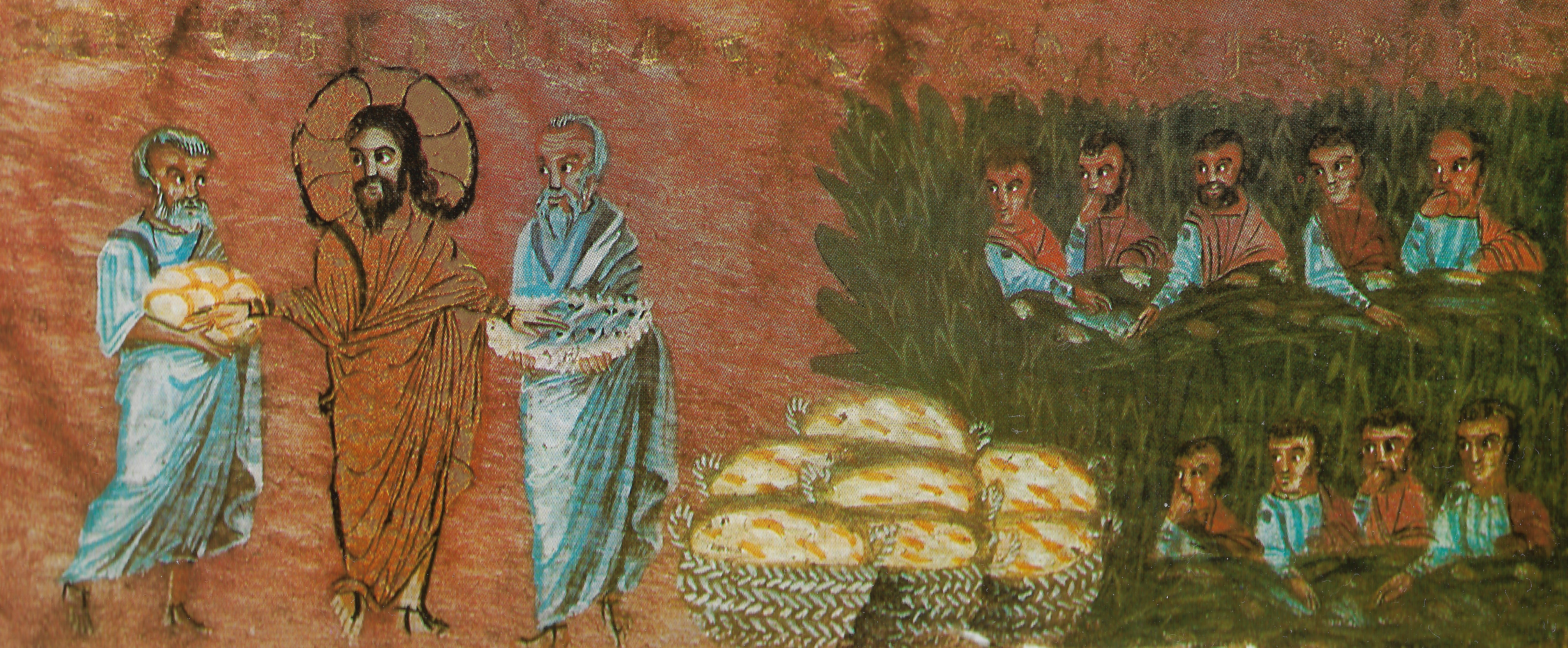
أيقونة إطعام الجموع من

حدثت عند الجبل قرب بحيرة طبرية، بعد أن كان المسيح قد نزل هناك لمدة ثلاثة أيام والناس محتشدة حوله طيلة الفترة، ولم يكن يرغب بأن يصرفهم من حوله وهم جوعى، فقال له تلاميذه: «مِنْ أَيْنَ لَنَا فِي الْبَرِّيَّةِ خُبْزٌ بِهذَا الْمِقْدَارِ، حَتَّى يُشْبِعَ جَمْعًا هذَا عَدَدُهُ؟»، فردَّ المسيح قائلًا:
| إطعام الجموع | كَمْ عِنْدَكُمْ مِنَ الْخُبْزِ؟» فَقَالُوا:«سَبْعَةٌ وَقَلِيلٌ مِنْ صِغَارِ السَّمَكِ». * فَأَمَرَ الْجُمُوعَ أَنْ يَتَّكِئُوا عَلَى الأَرْضِ، * وَأَخَذَ السَّبْعَ خُبْزَاتٍ وَالسَّمَكَ، وَشَكَرَ وَكَسَّرَ وَأَعْطَى تَلاَمِيذَهُ، وَالتَّلاَمِيذُ أَعْطَوُا الْجَمْعَ. * فَأَكَلَ الْجَمِيعُ وَشَبِعُوا. ثُمَّ رَفَعُوا مَا فَضَلَ مِنَ الْكِسَرِ سَبْعَةَ سِلاَل مَمْلُوءَةٍ، * وَالآكِلُونَ كَانُوا أَرْبَعَةَ آلاَفِ رَجُل مَا عَدَا النِّسَاءَ وَالأَوْلاَدَ. -- 38-34 من الإصحاح الخامس عشر / إنجيل متى | إطعام الجموع |